# クロウフォード郡 (ミズーリ州)
クロウフォード郡（英: Crawford County）は、アメリカ合衆国ミズーリ州の中央部南東に位置する郡である。2010年国勢調査での人口は24,696人であり、2000年の22,804人から8.3％増加した。郡庁所在地はスティールビル市（人口1,642人）であり、同郡で人口最大の都市はキューバ市（人口3,356人）である。クロウフォード郡は1829年1月23日に組織化され、郡名はジョーア州選出のアメリカ合衆国上院議員を務めたウィリアム・H・クロウフォードに因んで名付けられた。1990年の国勢調査ではアメリカ合衆国の人口重心が郡内にあった。

## 地理
アメリカ合衆国国勢調査局に拠れば、郡域全面積は743.79平方マイル (1,926.4 km2)であり、このうち陸地742.52平方マイル (1,923.1 km2)、水域は1.27平方マイル (3.3 km2)で水域率は0.17％である。

### 主要高規格道路
- 州間高速道路44号線
- アメリカ国道66号線（1926年–1979年）
- ミズーリ州道8号線
- ミズーリ州道19号線
- ミズーリ州道49号線

### 隣接する郡
- フランクリン郡 - 北
- ワシントン郡 - 東
- アイアン郡 - 南東
- デント郡 - 南
- フェルプス郡 - 西
- ガスコネイド郡 - 北西

### 国立保護地域
- マーク・トウェイン国立の森（部分）

## 人口動態
以下は2000年の国勢調査による人口統計データである。
| 基礎データ - 人口: 22,804人 - 世帯数: 8,858 世帯 - 家族数: 6,351 家族 - 人口密度: 12人/km2（31人/mi2） - 住居数: 10,850軒 - 住居密度: 6軒/km2（15軒/mi2） 人種別人口構成 - 白人: 98.26% - アフリカン・アメリカン: 0.14% - ネイティブ・アメリカン: 0.43% - アジア人: 0.13% - 太平洋諸島系: 0.06% - その他の人種: 0.14% - 混血: 0.82% - ヒスパニック・ラテン系: 0.77% 年齢別人口構成 - 18歳未満: 26.3% - 18-24歳: 7.9% - 25-44歳: 26.9% - 45-64歳: 23.1% - 65歳以上: 15.8% - 年齢の中央値: 38歳 - 性比（女性100人あたり男性の人口） - 総人口: 97.3 - 18歳以上: 94.6 | 世帯と家族（対世帯数） - 18歳未満の子供がいる: 32.8% - 結婚・同居している夫婦: 58.7% - 未婚・離婚・死別女性が世帯主: 9.0% - 非家族世帯: 28.3% - 単身世帯: 24.3% - 65歳以上の老人1人暮らし: 11.3% - 平均構成人数 - 世帯: 2.53人 - 家族: 3.00人 収入と家計 - 収入の中央値 - 世帯: 37,554米ドル - 家族: 45,059米ドル - 性別 - 男性: 28,005米ドル - 女性: 18,736米ドル - 人口1人あたり収入: 18,203米ドル - 貧困線以下 - 対人口: 16.3% - 対家族数: 12.7% - 18歳未満: 23.3% - 65歳以上: 14.1% |

## 都市と町
| - ベリーマン - バーボン - チェリービル | - クックステーション - キューバ - デイビスビル | - ディラード - ファニング - ハザー | - リーズバーグ - セントクラウド - スティールビル - 郡庁所在地 | - ウェスコ - ウェストサリバン |  |

## 政治

### 地方
クロウフォード郡の地方レベルでは共和党が大半の政治を支配しており、郡の選挙で選ばれる役職は3人を除いて独占している。

#### 国政
大統領選挙のレベルではかなり独立色が強いが、田園部郡と同様保守的で共和党支持の傾向がある。2000年と2004年の大統領選挙では、ジョージ・W・ブッシュが強固にクロウフォード郡を制した。1992年と1996年はビル・クリントンが共に僅差で制した。2008年の選挙では、州内の田園部にある郡と同様、バラク・オバマよりジョン・マケインを選んだ。
クロウフォード郡は田園部郡と同様、社会的にまた文化的に保守的であり、それが共和党支持の傾向に影響している。2004年の州民投票では、結婚を男と女の結合として定義する州憲法改正案をクロウフォード郡は79.48％という圧倒的多数で賛成した。州全体でも71％の賛成で可決し、ミズーリ州は同性結婚を禁止する最初の州になった。2006年の州民投票では、胚性幹細胞の研究を予算化し、合法化する憲法改正案が掛けられたが、クロウフォード郡では56.13％が反対した。州全体では51%の賛成と辛うじて改正が成立し、胚性幹細胞の研究を最初に認めた州の1つになった。郡民は伝統的に社会問題に保守的であるが、最低賃金の増加のような人民主義的施策は支持する傾向にある。やはり2006年の州民投票で最低賃金を時間あたり6.50ドルに増やす命題については、クロウフォード郡では76.78％が支持した。この命題は州内のどの郡でも支持され、75.94％が賛成した。

#### 2008年大統領予備選挙
2008年の大統領予備選挙で、クロウフォード郡は二大政党の候補者をどちらも州全体と全国で二位に終わった者を選んだ。民主党の予備選挙ではヒラリー・クリントンが1位となり、共和党予備選挙では元アーカンソー州知事のマイク・ハッカビーが1票差でジョン・マケインをかわした。クリントンは民主党、共和党を通じて最高得票数だった。